# 贝洛拉多
贝洛拉多，是西班牙卡斯蒂利亚-莱昂布尔戈斯省的一个市镇。总面积130平方公里，总人口2019人（2001年），人口密度16人/平方公里。